# حثل شحمي عائلي جزئي
الحثل الشحمي العائلي الجزئي (بالإنجليزية: Familial partial lipodystrophy) أو متلازمة كوبرلنغ-دونيغان (بالإنجليزية: Köbberling–Dunnigan syndrome) هو مرض جلدي نادرا سائد وراثيا يتميز بفقدان دهن تحت الجلد من الجزء الأعلى من الجسم (الرأس والجذع) بينما يبقى الجزء الأسفل من الجسم غير متأثر بالمرض.

## أنواع المرض
يصنف المرض إلى 3 أنواع بحسب المورثة:
| الوراثة المندلية البشرية عبر الإنترنت | الاسم                                                                                   | موقع المورثة                                                      |
| ------------------------------------- | --------------------------------------------------------------------------------------- | ----------------------------------------------------------------- |
| 608600                                | الحثل الشحمي العائلي الجزئي النوع الأول (FPLD1) - نوع كوبرلنغ، فقدان الشحم من الأطراف   | ؟                                                                 |
| 151660                                | الحثل الشحمي العائلي الجزئي النوع الثاني (FPLD2) - نوع دونيغان، فقدان من الجذع والأطراف | LMNA - 1q21.2                                                     |
| 604367                                | الحثل الشحمي العائلي الجزئي النوع الثاني (FPLD3)                                        | مستقبل منشط لمكاثر البيروكسيسوم النوع-غاما - 7q11.23-q21.11, 3p25 |

يعتقد أن النوع الأول غير مشخص كليا.